# Нефёдов, Виктор Иванович
Виктор Иванович Нефёдов (26 октября 1937, Калач-на-Дону, Сталинградская область — 25 сентября 2014) ― врач-хирург, учёный, профессор, доктор медицинских наук. Заслуженный врач Российской Федерации (1999).

## Биография
Родился Виктор Иванович Нефёдов 26 октября 1937 года в городе Калач-на-Дону Волгоградской области. В 1959 году, после службы в рядах Советской Армии, Виктор Нефёдов поступил на лечебно-профилактический факультет Ростовского государственного медицинского института. Виктор Иванович учился в институте и работал санитаром бригады скорой помощи. Он мастер спорта по спортивной гимнастике, выступал за сборную команду института.
Виктор Нефёдов, студент третьего курса, увлёкся хирургией и начал свою научно-исследовательскую работу в научном студенческом кружке под руководством профессора Партеха Макаровича Шорлуяна. В годы учёбы в институте опубликовал в местной и центральной печати 7 научно-исследовательских работ по консервированию и трансплантации тканей, выступал с докладами на республиканских и всесоюзных конференциях.
В 1965 году окончил Ростовский государственный медицинский институт и был зачислен в клиническую ординатуру на кафедру общей хирургии. В 1967 году защитил кандидатскую диссертацию и был избран по конкурсу на должность ассистента, затем в 1975 году работал доцентом этой кафедры. В 1976 году Виктору Ивановичу присвоено учёное звание ― доцент.
В 1986 году защитил докторскую диссертацию и в этом году присвоена учёная степень ― доктор медицинских наук. Виктору Ивановичу Нефёдову в 1987 году присвоено учёное звание — профессор.
С 1984 года профессор В. И. Нефёдов заведовал кафедрой хирургических болезней № 3 Ростовского государственного медицинского института на базе хирургического отделения городской больницы № 7 города Ростова-на-Дону, с 1987 года Виктор Иванович также являлся заведующим отделением хирургического отделения этой больницы.
Виктор Иванович Нефёдов — хирург высшей категории, он оказал помощь тысячам пациентов, выполнил сотни операций высшей категории сложности на желудочно-кишечном тракте, периферической венозной системе, щитовидной железе и другие.
Является автором более 140 научных работ: монографии, методические руководства, научные статьи. Виктор Иванович имеет 8 авторских свидетельств и патентов на изобретения. Профессор В. И. Нефёдов подготовил 8 кандидатов медицинских наук и двух докторов медицинских наук, специалистов для практического здравоохранения, многие из них возглавляют больницы и хирургические отделения в Ростове-на-Дону, Таганроге, Мясниковском, Зерноградском, Милютинском, Багаевском и других районах Ростовской области.
За достигнутые успехи в практическом здравоохранении в 1999 году Виктору Ивановичу Нефёдову присвоено почётное звание Заслуженный врач Российской Федерации.
В. И. Нефёдов автор книги «Мой путь в профессию», в которой описал свой жизненный путь, все этапы своего формирования как врача, хирурга, книга издана в 2010 году. Виктор Иванович писал в книге «Мой путь в профессию»:

С детства горжусь, что донская земля — моя родина: частица Великой России. В Ростове не просто живу, но и помогаю жить другим: совесть не позволяет поступать иначе, а профессия к этому обязывает. Где бы я ни был, чем бы ни занимался, всегда скучаю по родному дому, по своей семье, которую бесконечно люблю, чувствую и знаю, что мои родные платят мне взаимностью… Мне это нравится!
Умер В. И. Нефёдов 25 сентября 2014 года.

## Членство в организациях
- Член правления Всероссийского общества хирургов,
- Заместитель председателя Ростовского областного общества хирургов,
- Член координационного совета по планированию научных исследований,
- Член спецсовета по защите диссертаций,
- Член аттестационной и сертификационной комиссии Министерства здравоохранения Ростовской области.